# Schönberg am Deich
Schönberg am Deich ist ein Wohnplatz im Ortsteil Schönberg der Hansestadt Seehausen (Altmark) im Landkreis Stendal in Sachsen-Anhalt.

## Geografie
Das Reihendorf Schönberg am Deich liegt 3 Kilometer nordöstlich von Schönberg und 6½ Kilometer östlich von Seehausen am südlichen Ufer der Elbe am Elbdeich im Naturschutzgebiet Aland-Elbe-Niederung. Durch den Ort strömt die Elbdeichwässerung nach Nordwesten.
Nachbarorte sind Klein Holzhausen, Perditzenberg und Schüring im Westen, Rühstädt und Gnevsdorf am gegenüberliegenden Elbufer, Schwarzhof im Südosten, sowie Neukirchen (Altmark) und Schönberg im Süden.

## Geschichte
Die erste Erwähnung des Dorfes stammt aus dem Jahre 1208, als Sconeberg. Markgraf Albrecht II bestätigte dem Kloster Arendsee seine Besitzungen, darunter eine halbe Hufe in dem Dorf.
1804 heißt es: Schöneberg, Dorf und zwei Güter, wird eingeteilt in Schöneberg am Damm und Schöneberg am Deich (Elbe). 1842 gab es einen Reihenschullehrer im Ort. 1938 wurde berichtet: Der Ort besteht aus einzeln verstreut liegenden Gehöften. Das unmittelbar am Elbedeich gelegene Gehöft Nr. 32 hat eine quadratische Hofanlage. Alt ist die Fachwerkscheune mit einem nach der Hofseite vorgebauten Obergeschoss. Für das Fachwerk charakteristisch sind die geschwungenen Kiefernholzstreben. Anstelle des alten Strohdaches ist das Gebäude mit einem Zementpfannendach gedeckt.

### Einwohnerentwicklung
| Jahr | Einwohner |
| ---- | --------- |
| 1871 | 143       |
| 1885 | 122       |

| Jahr | Einwohner |
| ---- | --------- |
| 1895 | 112       |
| 1905 | 100       |

Quelle:

## Religion
Die evangelischen Christen aus Schöneberg am Damm gehörten früher zur Kirchengemeinde Schönberg und damit zur Pfarrei Schönberg bei Seehausen in der Altmark. Die evangelische Kirchengemeinde Schönberg wurde 2005 mit der Kirchengemeinde Falkenberg zum Kirchspiel Schönberg-Falkenberg zusammengeschlossen. Sie wird betreut vom Pfarrbereich Seehausen des Kirchenkreises Stendal im Propstsprengel Stendal-Magdeburg der Evangelischen Kirche in Mitteldeutschland.